# فرانک استروناک
فرانک استروناک (انگلیسی: Frank Stronach) (زاده ۱۹۳۲) کارآفرین، بازرگان و مدیر ارشد اجرایی اتریشی - کانادایی است، که در سال ۱۹۵۷ شرکت مگنا را تأسیس نمود.